# Rajko Miljić
Rajko Miljić (* 18. Juni 1944 in Krnjača bei Nikšić) ist ein ehemaliger jugoslawischer Boxer im Schwergewicht.
Miljić kämpfte für die Boxabteilung des FK Radnički Belgrad. Er wurde 1975 Jugoslawischer Meister sowie in den Jahren 1974 und 1977 Jugoslawischer Vizemeister. Zudem gewann er 1974 auch die Balkanmeisterschaften in Constanța.
Bei den Weltmeisterschaften 1974 in Havanna, gewann er eine Bronzemedaille. Er hatte dabei im Achtelfinale den zweifachen Europameister Jewgeni Gorstkow aus der Sowjetunion (t.K.o.) und im Viertelfinale den marokkanischen Olympiastarter Abdellatif Fatihi (t.K.o.) geschlagen, ehe er im Halbfinale gegen Marvin Stinson aus den USA nach Punkten unterlag.
Bei den Europameisterschaften 1975 in Kattowitz, gewann er gegen Felipe Pineiro Rodriguez aus Spanien 4:1, schied jedoch anschließend im Viertelfinale durch Disqualifikation gegen Mircea Şimon aus Rumänien aus.